# Afrocytheridea
Afrocytheridea is een geslacht van uitgestorven kreeftachtigen uit de klasse van de Ostracoda (mosselkreeftjes).

## Soorten
- Afrocytheridea faveolata Bate, 1975 †
- Afrocytheridea laevigata Bate, 1975 †
- Afrocytheridea somaliensis Mette, 1993 †